# 广州塔站 (有轨电车)
- 關於广州地铁车站，請見「广州塔站 (地铁)」。
- 關於位于广州塔西北侧，已停用的有轨电车同名车站，請見「广州塔站 (有轨电车废站)」。

广州塔站是广州海珠有轨电车1号线的一个车站，位於中國廣東省廣州市海珠區阅江西路广州塔路口北侧，广州塔东北侧之地面。车站于2014年12月31日随线路开通試乘而启用，时名广州塔东站；2024年11月12日14:00起暂停服务，并于2025年7月1日起，成为本线路的西端终点站。

## 車站結構
改建后的广州塔东站设有两个侧式站台，南侧站台为双列位式站台，并分为西侧的落客区和东侧的上客区，而北侧站台为备用站台。两个站台均设有閘門，为广州首个配备月台閘門的有轨电车站。
车站范围内设有售票机及客服中心，两个站台亦设有进出闸机，其中南侧站台进站通道处设有固定护栏以维持进站客流秩序。此外，南侧站台设有一家7-11便利店。
另外，本站东侧设有一组交叉渡线，供海珠有轨电车进行站前折返作业。
| 地面 | 侧式站台                             | 侧式站台                                                 | 侧式站台 | 侧式站台 |
|      | 北站台                               | █海珠有轨1号线 万胜围方向（下站：猎德大桥南）            |          |          |
|      | 南站台                               | █海珠有轨1号线 終點站台 / 万胜围方向（下站：猎德大桥南） |          |          |
|      | 侧式站台，西侧只供下車，东侧只供上車 |                                                          |          |          |

- 北站台出入口及对侧的南站台
- 南站台上车区域
- 本站的路轨尽头

## 接驳交通
| 巴士线路 \| 编号 \| 编号 \| 线路 \| 线路 \| 线路 \| 收费 \| 备注 \| \| ---- \| ----------- \| -------- \| ---- \| -------------------- \| ---- \| ---- \| \| \| 旅游观光1线 \| 黄埔古村 \| ⇆ \| 珠江泳场（海印公园） \| 2元 \| \| |             |          |      |                      |      |      |
| 编号 | 编号        | 线路     | 线路 | 线路                 | 收费 | 备注 |
| | 旅游观光1线 | 黄埔古村 | ⇆    | 珠江泳场（海印公园） | 2元  |      |

## 历史

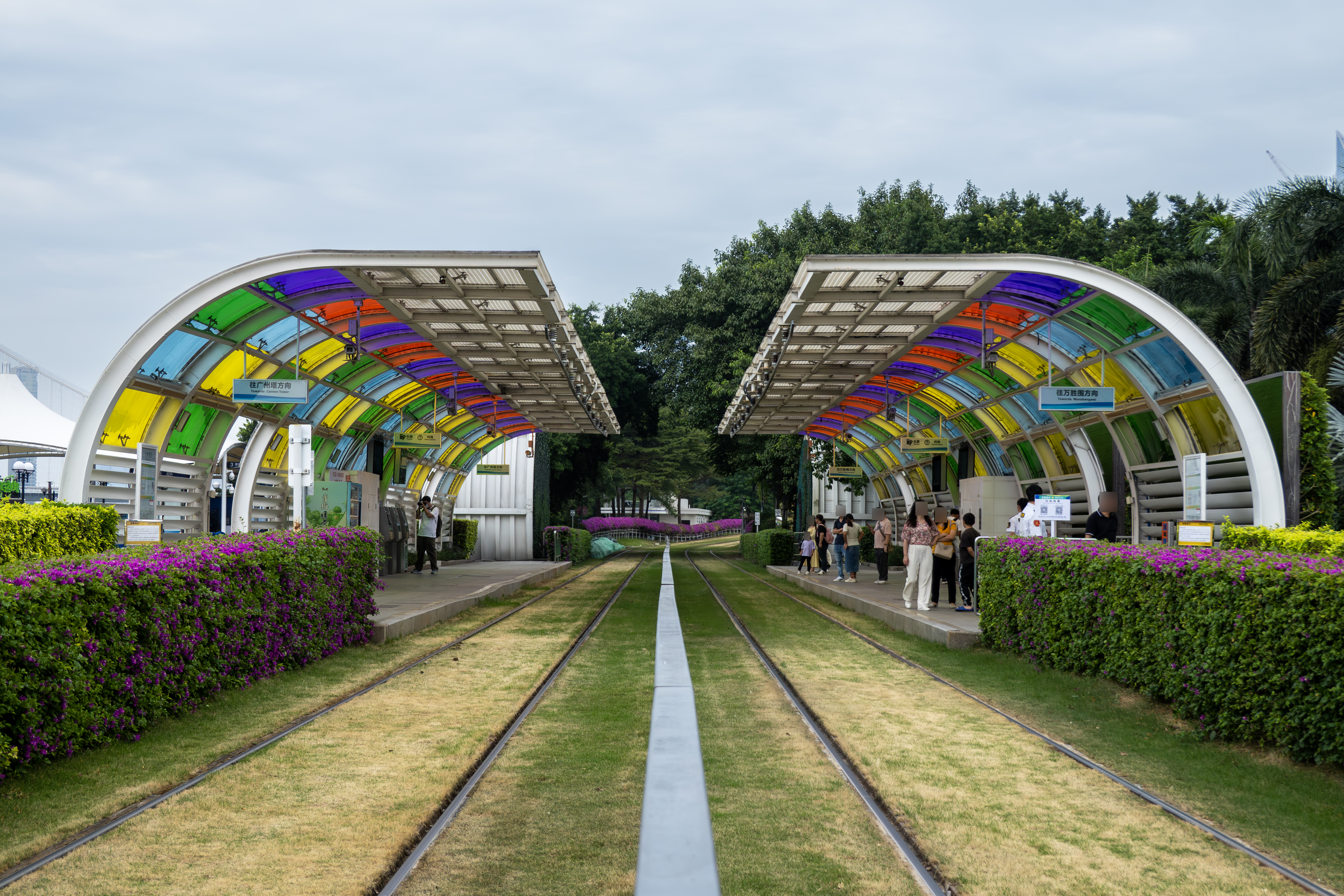
改造前的广州塔东站（2024年11月）

本站在規劃及施工階段名為艺苑东路站，開通前因車站位於廣州塔以東而定名為廣州塔東站。2014年12月31日，本站随线路开通試乘而启用。
受疫情防控措施影响，海珠有轨电车1号线曾于2022年11月5日至11月30日暂停服务，本站在此期间需要关闭。

### 改造
海心桥开放初期曾占用原广州塔站西侧交叉渡线的部分空间作安检区域，导致列车无法进行站后折返，而本站附近未有渡线，因此列车只能借用猎德大桥南站西侧的单渡线完成单线往返运行，使得运行效率大大降低；而由于海珠有轨1号线大部份路段采用独立路权，游客从广州塔需绕行方可前往珠江边步道，被指缺少无障碍设施的同时不满足消防要求，节假日期间更多次需要临时关站以维持景区秩序。
2021年11月，有轨电车公司发布招标计划，提及本站拟向东平移约28米，并在车站西侧增设单渡线与折返线，同时预留远期新增车站道岔与线路的条件。2024年9月，有轨电车公司重新发布招标公告，直接将终点站广州塔站迁至本站，由本站继承“广州塔站”的名称及功能。根据改造方案，本站以西路轨被拆除，东侧路轨增建交叉渡线；本站北侧站台局部更新，南侧站台则拆除重建，两个站台雨棚亦被改造为原广州塔站的造型。
2024年11月12日中午14时起，本站暂停服务并开始改造工程，有轨电车将临时截短至猎德大桥南站。相关工程计划2025年6月竣工。
本站于2017年底随海珠有轨电车1号线各站分获车站編號并被定编为「THZ1-02」，随着改造工程完成并于2025年7月1日重新启用，车站被正式定名为广州塔站，编号亦跟随继承广州塔站变更为「THZ1-01」。